# Malacolimax
Genre
Synonymes
- Microheynemannia Simroth, 1888[1]

Malacolimax est un genre de limaces de la famille des Limacidae.

## Liste d'espèces
Selon BioLib (11 décembre 2018), Catalogue of Life (6 novembre 2021) et World Register of Marine Species (11 décembre 2018) :
- Malacolimax kostalii Babor, 1900
- Malacolimax mrazeki (Simroth, 1904)
- Malacolimax tenellus (O. F. Müller, 1774)
- Malacolimax wiktori Alonso & Ibáñez, 1989